# Mistrzostwa Świata Juniorów w Hokeju na Lodzie 2024
Mistrzostwa Świata Juniorów w Hokeju na Lodzie 2024 organizowane przez IIHF były 48. mistrzostwami świata juniorów w hokeju na lodzie. Mistrzostwa rozgrywane były w siedmiu kategoriach. Zawody były jednocześnie kwalifikacją do następnego turnieju.

## Elita
| Msc. | Reprezentacja     |
| ---- | ----------------- |
|      | Stany Zjednoczone |
|      | Szwecja           |
|      | Czechy            |
| 4    | Finlandia         |
| 5    | Kanada            |
| 6    | Słowacja          |
| 7    | Szwajcaria        |
| 8    | Łotwa             |
| 9    | Niemcy            |
| 10   | Norwegia          |

Miastem goszczącym najlepsze juniorskie reprezentacje świata został Göteborg w Szwecji. Turniej został rozegrany w dniach 26 grudnia 2023 – 5 stycznia 2024 roku. Do rywalizacji przystąpiło 10 najlepszych drużyn świata. System rozgrywania turnieju był inny niż w niższych dywizjach. Najpierw drużyny rozgrywały mecze w fazie grupowej (2 grupy po 5 zespołów), systemem każdy z każdym. Do fazy pucharowej, czyli ćwierćfinałów awansowały po 4 drużyny z obu grup. Najsłabsza drużyna z każdej z grup zagrała mecz o dziewiąte miejsce. Drużyna, która przegrała spadła do Grupy A Dywizji I.

## Dywizja I
Grupa A
| Msc. | Reprezentacja |
| ---- | ------------- |
| 1    | Kazachstan    |
| 2    | Francja       |
| 3    | Dania         |
| 4    | Austria       |
| 5    | Węgry         |
| 6    | Japonia       |

Grupa B
| Msc. | Reprezentacja |
| ---- | ------------- |
| 1    | Słowenia      |
| 2    | Ukraina       |
| 3    | Włochy        |
| 4    | Estonia       |
| 5    | Polska        |
| 6    | Chorwacja     |

Grupa A Dywizji I jest drugą klasą mistrzowską, z której najlepsza drużyna awansowała do Elity, a ostatni zespół został degradowany do Grupy B Dywizji I. Grupa B Dywizji I stanowi trzecią klasą mistrzowską. Jej zwycięzca zapewnił sobie awans do Grupy A Dywizji I, zaś ostatnia drużyna spadła do Grupy A Dywizji II.
Turnieje Dywizji I zostały rozegrane:

Grupa A – od 10 do 16 grudnia 2023 roku w Budapeszcie, na Węgrzech

Grupa B – od 11 do 17 grudnia 2023 roku w Bled, w Słowenii

## Dywizja II
Grupa A
| Msc. | Reprezentacja    |
| ---- | ---------------- |
| 1    | Korea Południowa |
| 2    | Litwa            |
| 3    | Wielka Brytania  |
| 4    | Chiny            |
| 5    | Holandia         |
| 6    | Hiszpania        |

Grupa B
| Msc. | Reprezentacja   |
| ---- | --------------- |
| 1    | Rumunia         |
| 2    | Serbia          |
| 3    | Islandia        |
| 4    | Australia       |
| 5    | Belgia          |
| 6    | Chińskie Tajpej |

Grupa A Dywizji II jest czwartą klasą mistrzowską, z której najlepsza drużyna awansowała do Grupy B Dywizji I, a ostatni zespół został degradowany do Grupy B Dywizji II. Grupa B Dywizji II stanowi piątą klasą mistrzowską. Jej zwycięzca zapewnił sobie awans do Grupy A Dywizji II, zaś ostatnia drużyna spadła do Grupy A Dywizji III.
Turnieje Dywizji II zostały rozegrane:

Grupa A – od 11 do 17 grudnia 2023 roku w Dumfries, w Wielkiej Brytanii

Grupa B – od 14 do 20 stycznia 2024 roku w Belgradzie, stolicy Serbii

## Dywizja III
Grupa A
| Msc. | Reprezentacja |
| ---- | ------------- |
| 1    | Izrael        |
| 2    | Nowa Zelandia |
| 3    | Bułgaria      |
| 4    | Turcja        |
| 5    | Meksyk        |
| 6    | Kirgistan     |

Grupa B
| Msc. | Reprezentacja        |
| ---- | -------------------- |
| 1    | Bośnia i Hercegowina |
| 2    | Luksemburg           |
| 3    | Południowa Afryka    |

Grupa A Dywizji III jest szóstą klasą mistrzowską, z której najlepsza drużyna awansowała do Grupy B Dywizji II, a ostatni zespół został degradowany do Grupy B Dywizji III. Grupa B Dywizji III stanowi siódmą klasą mistrzowską. Jej zwycięzca zapewnił sobie awans do Grupy A Dywizji III.
Turnieje Dywizji III zostały rozegrane:

Grupa A – od 22 do 28 stycznia 2024 roku w Sofii, stolicy Bułgarii

Grupa B – od 25 do 30 stycznia 2024 roku w Sarajewie, stolicy Bośni i Hercegowiny